# 喬治·伊士曼
喬治·伊士曼（英語：George Eastman，1854年7月12日—1932年3月14日），美国发明家，柯達公司創辦人以及膠卷發明人。
伊士曼於1854年出生於美国纽约州，少年時代就已經投身社會工作，曾在保險和銀行擔任底層職位。後來他一心研製攝影器材，於1878年发明一種塗有一層乾明膠的膠片。在此之前，感光底片都是湿片。1879年，伊士曼又发明了一台乳塗敷机，開始大量生產乾片。1881年伊士曼創立了伊士曼乾板製造公司，乃柯達公司的前身；1886年伊士曼又研製出捲式感光膠卷，同年新式照相機也成功研製。
1932年3月14日，伊士曼舉槍自殺於紐約州羅徹斯特的自宅。

## 生平
1854年7月12日伊士曼生於美國紐約州的沃特維爾（Waterville）。父親早逝，他母親靠給別人打些雜工糊口。十四歲輟學到保險公司工作，一星期3美元的工資，第二年才增加到5元。同時，他還做兼職書架的銷售工作。家裡的情況開始慢慢好轉起來，每天晚上自學會計。他進入羅切斯特銀行工作，年薪800美元。1879年，伊士曼利用假期外出旅遊，花了94美元買了一套照相機和顯相設備，並學會了攝影技術。伊士曼開始對攝影著迷。由於當時的照相機太笨重。伊士曼利用英國攝影雜誌上的資訊努力改進攝影器材，他買來各種化學試劑做著各種試驗。因為太過於專注，使得女友再也無法忍受寂寞跟他分手。
1878年，伊士曼發明乾明膠的膠片，乾片的發明極大地促進了攝影術的發展。1886年，伊士曼又研製出捲式感光膠卷，即“伊士曼膠卷”。1886年伊士曼研製的新式照相機。1888年6月，小型照相機“柯達一號”推出。伊士曼的公司在1892年更名為伊士曼柯達公司。1913年伊士曼為底片編號，並且指出相機該用的底片。
1912年到1920年，伊士曼一直以匿名身份為處於低谷期的麻省理工學院提供了兩千萬美金（現值兩億三千萬+）的現鈔及柯達的股票。後來麻省理工學院為了紀念他的貢獻，在校區內豎立了他的雕像。順帶一提，後來麻省理工學院生為求考試好運，會去摸雕像的鼻子。 
伊士曼喜歡旅遊。退休以後，他喜歡去非洲打獵；後來他原本硬朗的身體突發大病，癌症的折磨讓他痛苦不堪。1932年3月14日，乔治·伊斯曼以手槍對準心窩，結束了自己的生命，他留下一張字條：“給我的朋友們：我的事都做完了。那還等什麼呢？”（To my friends: My work is done. Why wait?）。伊士曼本人曾阻撓了柯達的上市，伊士曼自殺前終於讓柯達上市。

## 遗产
伊士曼一生捐款倡辦教育事業。他在羅切斯特大學興辦音樂學院。終其一生捐款超過1億美元。

## 延伸阅读
- Ackerman, Carl W. . Beard Books. 1930. ISBN 1-893-12299-9.
- Brayer, Elizabeth. . Baltimore: Johns Hopkins University Press. 1996. ISBN 0801852633.